# Podmokelské a Liebigovy domky
Podmokelské a Liebigovy domky byly dvě kolonie obytných domků v Duchcově, které byly vybudovány začátkem 70. let 19. století podél Osecké ulice.

## Historie

### Podmokelské domky
V roce 1871 byly schváleny plány na vybudování hornické kolonie společnosti Duchcovsko-podmokelské dráhy, jejíž úsek mezi Duchcovem a Podmokly byl ve zmíněném roce dokončen a uveden do provozu. Kolonie byla umístěna za zámeckou zahradou, mimo městskou zástavbu.
Kolonie sestávala z přízemních zděných domů se sedlovou střechou. Bytové jednotky měly jednu místnost, dvě jednotky měly společné zádveří. V kolonii se nacházel i hostinec, obchod opatrovna (mateřská škola), ošetřovna a márnice. Kolonie byla známá pod názvem Podmokelské domky.

### Liebigovy domky
V roce 1873 postavil Duchcovský uhelný spolek (Duxer Kohlen Verein) pět dalších domů podél okresní silnice Duchcov - Osek. Tato kolonie je známá jako Liebigovy domky. Každý z těchto domů sestával z několika bytových jednotek, kdy jedna jednotka sestávala z obytného pokoje, kuchyně, zádveří, komory a suchého záchodu.